# Pieter Johannes Marie de Bruin
Pieter Johannes Marie de Bruin (Voorschoten, 1 februari 1868 - Apeldoorn, 12 juli 1946)  was een Nederlandse predikant en docent aan de Theologische Hogeschool in Apeldoorn. Hij behoort tot de meest opvallende figuren uit de vroege fase van de Christelijke Gereformeerde Kerk, na 1892.  

## Biografie
De Bruin werd geboren op 1 februari 1886 als zoon van een kruidenier en genoot onderwijs aan de H.B.S. in Leiden. Na afronding van deze opleiding werkte hij in de kruidenierszaak van zijn ouders. Kerkelijk was hij aangesloten bij de Nederlands Hervormde Kerk van Voorschoten. De predikanten die hier voorgingen waren de Moderne Theologie toegedaan of behoorden tot de Groninger richting.  
In deze periode bezocht De Bruin gezelschappen van 'de ouderwetse fijnen.' waar de oudvaders nog in ere werden gehouden. Het bijwonen van deze gezelschappen leidde tot zijn bekering tussen zijn achttiende en negentiende levensjaar. Zelf zei hij over deze periode: "Vijandschap hebben wij toen ondervonden van vroegere vrienden, men riep ons toe, dat wij op zulk een weg voortgaande, nog eenmaal van het verstand zouden beroofd worden, maar het ging ons in zekere zin als de apostel Paulus, terstond predikten wij Christus. Wij moesten ze vermanen en waarschuwen toch de Heere Jezus te zoeken en bij allen tegenstand mochten wij zalig ervaren liever met het volk Gods kwalijk gehandeld te worden, dan nog langer de genietingen der zonde te hebben."  
Kerkelijk sloot hij zich aan bij de Christelijke Gereformeerde Kerk van Leiden bij ds. J. Holster. Intussen voltrok zich de doleantie onder leiding van Abraham Kuyper. De Bruin raakt ervan overtuigd dat de kerken voortgekomen uit de Afscheiding van 1834 de wettige voortzetting zijn van de aloude Gereformeerde Kerk van de Reformatie. "Ik ben van '34" werd zijn motto. 
In 1889 begon hij zijn studie aan de Theologische School in Kampen waar hij les kreeg van H. Bavinck, L. Lindeboom, M. Noordzij en D.K. Wielenga. Toen door op synode van Amsterdam op 17 juni 1892 besloten werd tot vereniging met de dolerende kerken verliet De Bruin de Theologische School van Kampen en zette hij bij Jacobus Wisse zijn studie in Den Haag voort. 
In 1893 werd hij bevestigd als reizend predikant binnen de voortgezette Christelijke Gereformeerde Kerk. In 1895 kreeg hij een vaste standplaats in Apeldoorn. 
De Bruin is meer dan veertig jaar actief geweest voor het blad De Wekker. Hij schreef over kerkordelijke zaken, kerkhistorische, dogmatische onderwerpen. In het bijzonder over het voortbestaan van de Christelijke Gereformeerde Kerk. Deze artikelen zijn later gebundeld en in een aparte brochure verschenen: Het voorbestaan van de Christelijke Gereformeerde Kerk (1908). Hij hield zich op de hoogte wat er in het buitenland gebeurde. Een persoonlijk karakter had zijn rubriek herinneringen.
In 1905 werd hij benoemd als docent aan de Theologische School in Rijswijk. In 1906 kreeg hij een volledige aanstelling. Drie en dertig jaar is hij aan de opleiding verbonden geweest, die zich na enige tijd naar Apeldoorn verplaatste. Behalve het vak exegese heeft hij alle vakken van de theologische wetenschap gedoceerd. Als homileet, kerkhistoricus, kerkrechtspecialist en dogmaticus liet hij sporen na 
De Bruin dacht in kerkelijke kaders. "Onder de gereformeerde belijders is altijd een stroming geweest die vervielen tot uitwassen. Vervolging of vormendienst bracht zelfs de meest trouwe belijders tot het independentisme. Alle classicale en synodale verbanden werden door hen over boord geworpen. Zij zagen het kerkelijk verband als oorzaak van alle ellende." De Bruin wees kerkelijk relativisme af "wars van alle Independentisme, waarvoor art. 36 D.K.O. ons behoedt, maar met erkenning van de autonomie der plaatselijke gemeenten, volgens art. 84 D.K.O."  In zijn afscheidscollege Het oude kerkrecht der Chr. Geref. Kerk historisch toegelicht zou hij ook het recht van de meerdere vergaderingen verdedigen als op plaatselijk niveau de kerkenraad zich niet wil houden aan genomen besluiten die op classicaal of synodaal niveau zijn genomen. 
Op 15 september 1938 moest hij zijn afscheidscollege in Apeldoorn geven wegens zijn gezondheid. De Bruin bleef in de gemeenten preken tot 1939. Met een korte onderbreking ging hij vanaf 1943 tijdens de zomermaanden weer voor als reizend prediker en maakte zijn 50-jarig ambtsjubileum mee. 
Op 13 juli 1946 overleed hij in Apeldoorn op de leeftijd van 78 jaar. 

## Publicaties
- De kerkorde van Dordrecht anno 1618-'19 en de synodale bepalingen der Christelijke Gereformeerde Kerk (1894)
- Gedachtenisrede uitgesproken in de Christelijke Gereformeerde Kerk te Apeldoorn (1903)
- Grove beschuldigingen, antwoord aan ds. T.J. Hagen te N.-Pekela, op zijn brochure: "Heeft de Chr. Geref. Kerk recht van bestaan?" (1911)

- Belijdenis, geloof en avondmaal (1912) in: De Wekker (1912)
- Het voortbestaan der Christelijke Gereformeerde Kerk
- De geschiedenis van mijne geboortekerk (1936)
- Het formulier van den kinderdoop (1937)